# Цзинь Нун
Цзинь Нун (кит. трад. 金農, упр. 金农, пиньинь Jīn Nóng, 1687 — 1763/1764) —  китайский художник и каллиграф времён империи Цин, член творческого коллектива китайских художников «Восемь чудаков из Янчжоу».

## Биография

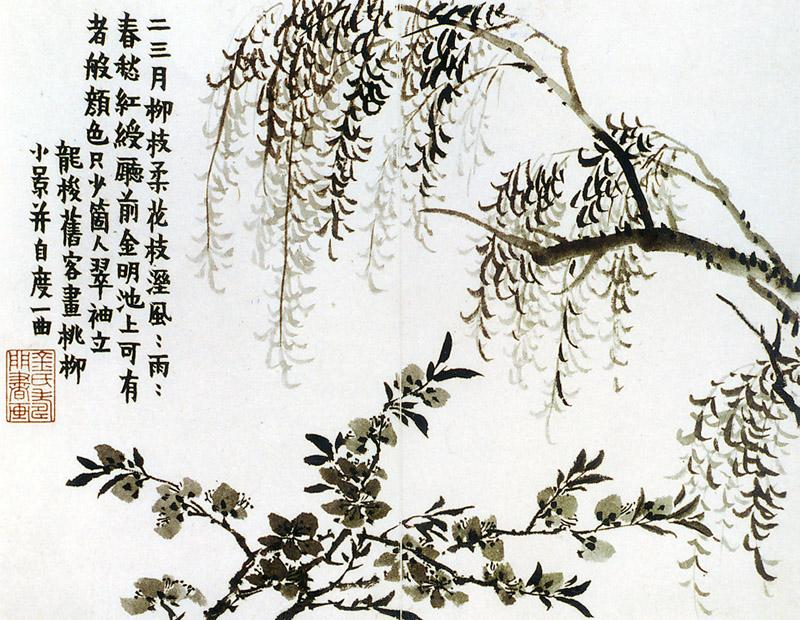
«Ива» (1754), альбомный лист, 24,9 x 31,7 см, бумага, тушь; Тяньцзиньский музей

Родился 1687 году в уезде Жэньхэ Ханчжоуской управы (территория современного Ханчжоу) провинции Чжэцзян). Художник любил путешествовать, в 1727 году со своей матерью поселился в Янчжоу. Жил, как бездетный вдовец. В 1736 году безрезультатно пытался поступить на государственную службу.
Умер в Янчжоу в 1763 или 1764 году.

## Творчество
Серьёзно взялся за кисть только в пятидесятилетнем возрасте. Его картины были довольно известны и популярны, обеспечивая ему хорошее благосостояние и финансовую независимость.
Цзинь Нун считается знатоком поэзии, каллиграфии, живописи и эпиграфики. В своём творчестве использовал более двадцати пяти псевдонимов, что было характерно для представителей «живописи учёных». Нонконформист, он обычно рисовал традиционные символические изображения (такие как орхидеи , бамбук , хризантемы и цветущие японские сливы). В течение жизни сохранял свою независимость, продавая работы на открытых рынках, не принимая чьего либо патроната. Позднее его любимыми сюжетами были буддийские образы.
Портретист. Цзинь Нун был первым художником в китайской традиционной живописи, который создал большое количество автопортретов. Об индивидуальном, простом и искреннем стиле художника можно судить по его работах над автопортретами.
Цзинь Нун зарабатывал также, как писатель и предприниматель. Он, как известно, путешествовал с несколькими своими учениками-слугами, которые помогали ему в производстве красок, изготовлении фонариков и тушечниц для занятий каллиграфией. Именно благодаря продаже этих предметов Цзинь добился финансовой независимости. Он стал широко известен своими трудами, но когда его здоровье ухудшилось, живопись стала основным источником его доходов, поэтому он считал возможным использование труда своих учеников-художников, как способ увеличить доходы.
В числе его учеников Ло Пинь, который под руководством Цзинь Нуна разработал свой уникальный художественный стиль. 70-летний мастер Цзинь Нун относился к Ло Пиню с большой симпатией, как к талантливому молодому человеку, который в свою очередь был вдохновлен эмоциональным и экспрессивным искусством своего наставника. Ло также рисовал картины для Цзинь Нуна, который подписывал их своим именем и продавал. После 6 лет этого тесного сотрудничества Цзинь Нун умер. Ло Пинь похоронил своего учителя с таким почтением, как если бы это были похороны его собственного отца.
Его каллиграфия относится к официальному письму — стилю китайского письма, отличающегося квадратной конфигурацией иероглифов (т. н. лишу 隸書). Создал стиль, который он назвал «лаковой каллиграфией» (цишу).

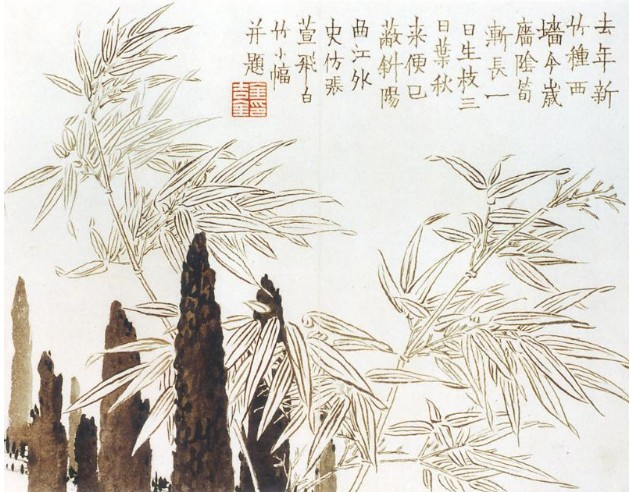
Бамбук и образец каллиграфии
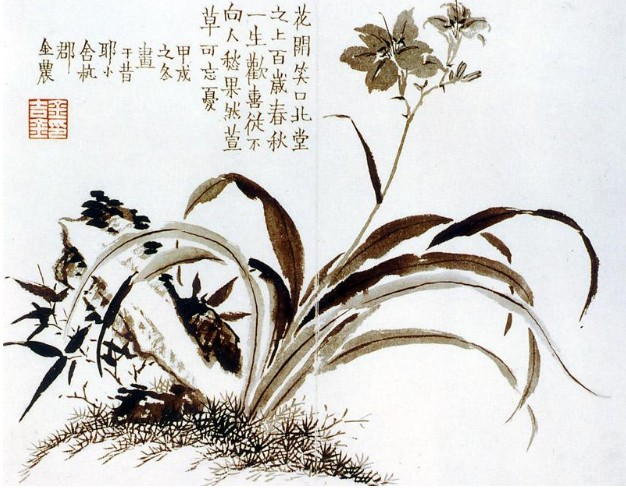
Цветы
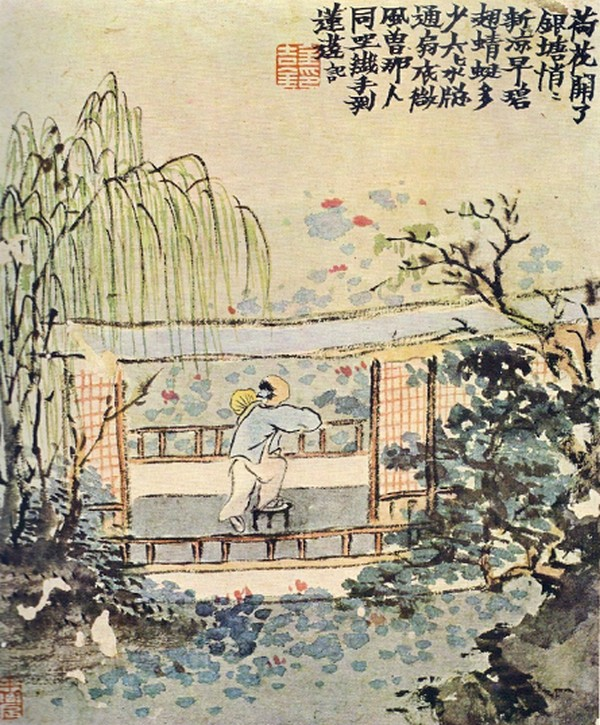
Юноша и цветущий лотос
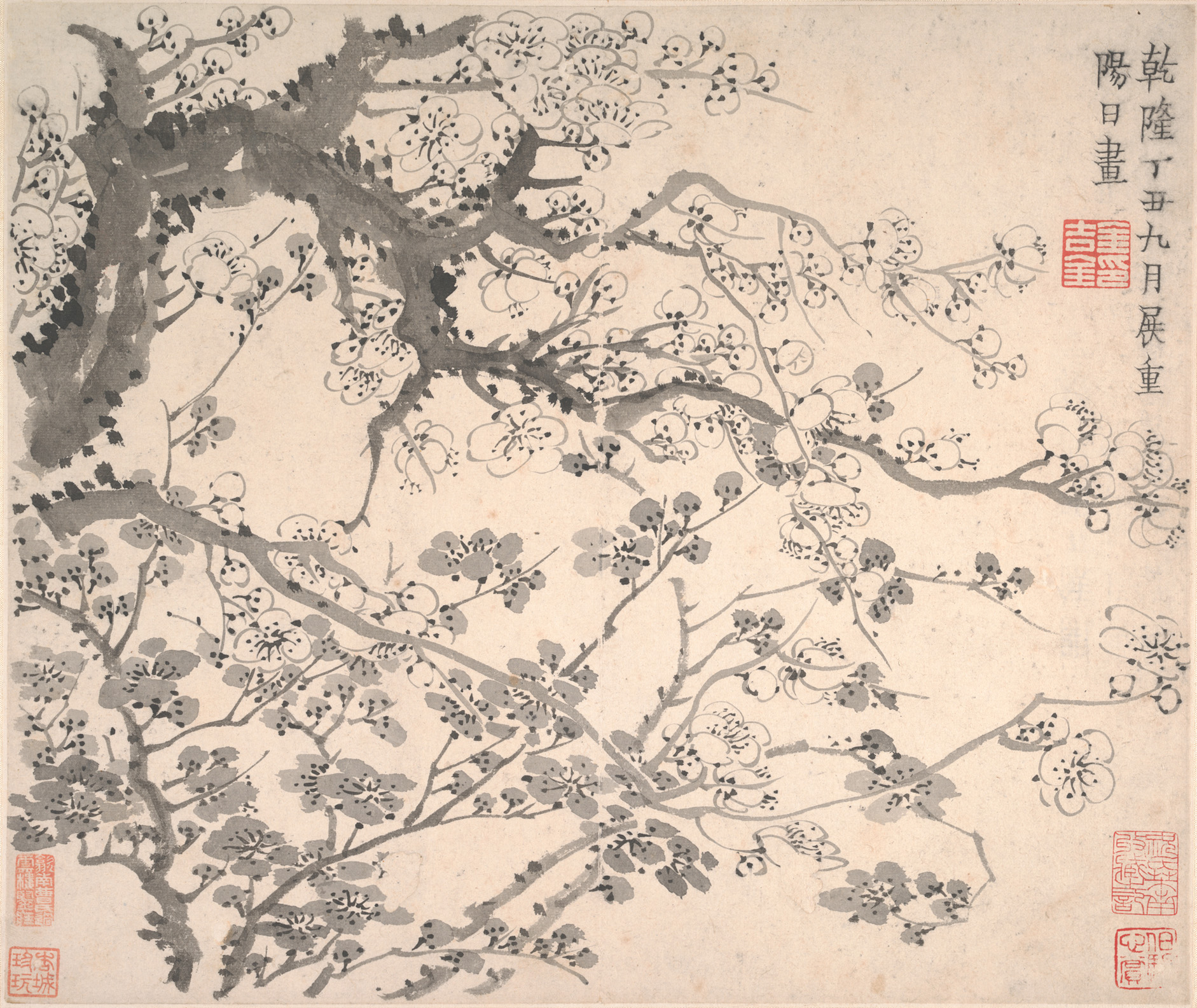